# Piauhytherium capivarae
Piauhytherium capivarae è un mammifero erbivoro estinto, appartenente ai notoungulati. Visse nel Pleistocene superiore (circa 10.000 anni fa) e i suoi resti fossili sono stati ritrovati in Brasile.

## Descrizione
Questo animale doveva essere simile a un ippopotamo, dotato di zampe tozze e corte, un corpo massiccio e una grande testa pesante. Il solo cranio misurava quasi 60 centimetri di lunghezza, e si suppone che Piauhytherium fosse grande quanto un odierno rinoceronte bianco. Rispetto ad animali simili, come Toxodon, questo animale possedeva zampe ancora più corte e tozze, che insieme ad alcune caratteristiche della dentatura lo differenziano da altri notoungulati vissuti nello stesso periodo. 

## Classificazione
Piauhytherium capivarae venne descritto per la prima volta nel 2013, sulla base di un cranio completo di mandibola e di alcune ossa degli arti ritrovati nella Serra da Capivara in Piauí, nel nordest del Brasile. Questo animale appartiene a un gruppo di notoungulati noti come toxodonti, comprendenti numerosi erbivori diffusi durante il Cenozoico in Sudamerica, il cui rappresentante più noto era Toxodon (alcuni fossili del quale sono stati ritrovati negli stessi depositi che hanno restituito le ossa di Piauhytherium). Piauhytherium doveva essere molto simile a quest'ultimo, ma se ne differenziava per alcuni aspetti legati ai differenti rapporti tra le ossa delle zampe e ad alcune caratteristiche della dentatura.

## Paleoecologia
Le ossa delle zampe, particolarmente corte e massicce, hanno portato gli autori della prima descrizione a ipotizzare che questo animale avesse uno stile di vita semiacquatico, simile a quello degli ippopotami odierni. Questa ipotesi era stata già proposta per altri toxodonti (tra cui Toxodon), ma in seguito era stata rifiutata. La scoperta di Piauhytherium è notevole perché aumenta il grado di diversità dei toxodonti alla fine della loro storia evolutiva: nel Pleistocene superiore erano ancora presenti, oltre a questo animale, lo stesso Toxodon, Trigodonops e Mixotoxodon.